# Срочко, Владимир Андреевич
Влади́мир Андре́евич Срочко (род. 4 июня 1945, Тайшетский район, Иркутская область) — советский и российский учёный, доктор физико-математических наук (1988), профессор кафедры вычислительной математики и оптимизации Иркутского госуниверситета, директор Института математики, экономики и информатики ИГУ (2003—2008).

## Биография
Обучался в суворовском училище. В 1962 году окончил среднюю школу № 15 г. Ангарска с золотой медалью и поступил на математический факультет Иркутского государственного университета, который окончил 1967 году, получив диплом с отличием. После этого поступил в аспирантуру на этом же факультете, закончив её в 1970 году с защитой кандидатской диссертации (Институт математики АН БССР, г. Минск, научные руководители: проф. Васильев О. В., проф. Габасов Р. Ф.) на тему «Особые управления в оптимальных системах».
В 1970—1972 годах — старший преподаватель кафедры вычислительной математики ИГУ. В 1972—1976 годах — доцент кафедры методов оптимизации ИГУ. В 1976—2000 годах — заведующий кафедрой вычислительной математики ИГУ.
В 1988 году в Ленинградском госуниверситете защитил докторскую диссертацию на тему «Вариационный принцип максимума и методы фазовой линеаризации в задачах оптимального управления» по специальности 01.01.09: «Дискретная математика и математическая кибернетика».
В 2000—2015 годах — заведующий кафедрой вычислительной математики и механики ИГУ. В 2003—2008 годах — директор Института математики, экономики и информатики ИГУ. В 2003—2013 годах — председатель диссертационного совета Д 212.074.01 при Иркутском государственном университете. В 2015 г. по настоящее время (2017 год) — профессор кафедры вычислительной математики и оптимизации ИГУ.

## Признание и награды
Указом Президента Российской Федерации № 1229 от 14.09.1999 года Владимиру Срочко присвоено почётное звание «Заслуженный работник высшей школы Российской Федерации». Член-корреспондент Сибирского отделения Академии наук высшей школы. Член иркутского регионального отделения научно-методического совета по математике.
Награды:
- Нагрудный знак «За отличные успехи в работе» Министерства высшего и среднего специального образования СССР (1988),
- Почётная грамота Главы администрации Иркутской области за значительные достижения в подготовке специалистов и научно-исследовательской деятельности (1993),
- Почётная грамота Иркутского государственного университета за многолетний добросовестный труд, вклад в развитие науки, подготовку специалистов (1998),
- Почётная грамота Монгольского государственного университета за многолетние плодотворные совместные научные исследования с монгольскими учёными (2003)[4].

## Научная деятельность
Изучает теории и методы оптимального управления процессами, описываемыми дифференциальными уравнениями (обыкновенными динамическими системами, гиперболическими системами с распределенными параметрами).
Автор шести учебных пособий и курсов лекций, пяти монографий, свыше 160 научных трудов. Подготовил 9 кандидатов наук. Член редколлегии журналов «Известия вузов. Математика», «Известия Иркутского государственного университета. Серия „Математика“». Входил в состав диссертационных советов при Иркутском государственном университете (заместитель председателя, председатель) и Институте динамики систем и теории управления СО РАН.